# Rivière Abrat
Der Rivière Abrat ist ein etwa 40 km langer Zufluss der Ungava Bay in der kanadischen Provinz Québec.

## Flusslauf
Der Rivière Abrat entspringt 72 km nordöstlich von Kangiqsualujjuaq auf einer Höhe von etwa 580 m im Nordosten der Labrador-Halbinsel. Er durchfließt die Tundralandschaft des Kanadischen Schildes. Am Flussauf liegen mehrere kleinere Seen. Der Rivière Abrat fließt anfangs 4 km nach Süden, anschließend etwa 10 km nach Westen. Auf seinen unteren 25 Kilometern fließt der Rivière Abrat in Richtung Nordnordwest und mündet schließlich in das Kopfende des Weymouth Inlet, eine 14 km lange schmale Bucht am Ostrand der Ungava Bay. Der Rivière Abrat entwässert ein Gebiet von 326 km². Das Einzugsgebiet grenzt im Süden an das des Rivière Baudoncourt, im Südosten an das des Nachvak River, ein Zufluss der Labradorsee.

## Namensgebung
Der Fluss wurde nach dem Pater Antoine Abrat (1702–1739) benannt. Dieser stammte aus der Diözese Clermont in Frankreich und wurde 1731 von Monsignore Pierre-Herman Dosquet in Québec zum Priester geweiht. Er übte sein Amt als Pfarrer nacheinander in vier verschiedenen Pfarreien aus, bevor er in Trois-Rivières im Jahr 1739 früh starb.